# Yalode (cratère)
Yalode est un cratère d'environ 260 km de diamètre situé sur Cérès. Il s'agit du deuxième plus grand cratère d'impact confirmé (2016) de la planète naine, après Kerwan.